# Nemesia macrocephala
Nemesia macrocephala är en spindelart som beskrevs av Anton Ausserer 1871. Nemesia macrocephala ingår i släktet Nemesia och familjen Nemesiidae. Utöver nominatformen finns också underarten N. m. occidentalis.